# Gullhella Station
Gullhella Station (Gullhella stasjon eller Gullhella holdeplass) er en jernbanestation, der ligger ved boligområdet Gullhella i Asker kommune på Spikkestadlinjen i Norge.
Stationen åbnede som trinbræt 15. juli 1937. Efter åbningen af Lieråsen tunnel på Drammenbanen mellem Asker og Lier har den været en del Spikkestadlinjen. I 2009-2010 blev den sat i stand med forlængelse af den enlige perron og opsætning af nyt læskur og belysning.
Stationen ligger i Eidsdalen mellem søerne Bondivann i nord og Gjellumvannet i syd. Stationen ligger i gangafstand af bebyggelserne i Gullhella og Korpåsen og giver disse togforbindelse til Asker sentrum
Den sydlige del af Vardåsen begynder umiddelbart på den vestlige side af stationen, hvilket gør den til et godt udgangspunkt for ture i området. Der går mærkede stier fra stationen både op til toppen af åsen og rundt om den til Drengsrud og videre op til Dikemark. Flere af Asker Turlags mærkede ture har udgangspunkt på Gullhella Station. Stationen giver desuden adgang til Vardåsen skisenter, der ligger 600 meter væk ad den mærkede sti mod Drengsrud.